# Исидор Ђуковић
Исидор Ђуковић је био потпуковник који је писао о историјским догађајима из Првог и Другог светског рата и направио попис свих жртава рудничкотаковског краја.

## Биографија
Основну школу је завршио у Шилопају, а гимназију учио у Горњем Милановцу. Године 1944, као несвршени гимназијалац, добровољно је ИсидорЂуковић је рођен 12. августа 1927. године у селу Крива Река, Горњи Милановац. ступио у партизански Чачански одред  „ Др Драгиша Мишовић“. Крајем 1945. године ступио је у Војно и пешадијско училиште, и међу првима, крајем 1947. произведен у официра.У ЈНА је напредовао до чина потпуковника и на лични захтев, 1978. године, пензионисан.

## Књижевни рад
За време службе у ЈНА објављиваоје у: Народнојармији, Фронту, Војно техничком гласнику, Морнаричком гласнику и Војном делу. Крајем 1967. добио је награду “22. децембар” за рад објављен у Војном гласнику који је оцењен као најбољи у свим војним часописима те године.
По пензионисању је наставио да пише о историјским темама из Првог светског рата, у коме је изгубио  више предака, и Другог светског рата, чиме је повезивао традицију генерација. Исидор Ђуковић је врстан зналац историје нашег народа у Првом и Другом светском рату о чему је написао више књига (десет). Његова значајна студија је „ Неђмеђер – аустроугарски логор за Србе 1914 - 1918.“ (издавач „Сигнатуре“ Београд). Аутор је истакао да је књигу написао после дугог истраживања у архивима литературе, али и боравку  у Неђмеђеру – логору под ведрим небом који је формиран крајем лета 1914. године и налазио се између Братиславе и Коморана. У Неђмеђеру је сахрањено око 6 000 Срба. Ђуковић је у овој књизи објавио податке о умрлим и сахрањеним у овом стратишту Срба у Словачкој.
Академик Владимир Стојанчевић, као рецезент ове књиге, истиче да је књига драгоцени допринос признавању историјске прошлости Срба у једном од најсудбоноснијих тренутака целокупне његове историје. По речима овог угледног историчара, дело Исидора Ђуковића једно је од „најдокументованијих и најуспелијих, како по уводној студији, тако и по списку настрадалих Срба у Неђмеђеру.“

## Дела
Књиге :
- „Прва шумадијска бригада”, Београд 1978.
- „Прва крајишка ударна пролетерска бригада“, Београд 1982.
- „Тридесет прва српска бригада”, Београд 1987.
- „Двадесет прва српска дивизија НОВЈ ”, Београд 1995.
- „Рудничани и Таковци у ослободилачким ратовима Србије 1912- 1918, Горњи Милановац 2005.
- „Нађмеђер- аустроугарски логор за Србе ”, Београд 2002.
- „Таковци и Рудничани у ослободилачким ратовима Србије од 1912. до 1918.”, Горњи Милановац, Дечје новине и Музеј рудничко  таковског краја, 1996.
- „Нежидер аустроугарски логор за Србе 1914- 1918.”, Београд 2017.
- „Пегави тифус у Србији 1914- 1915. ”, Београд 2006.
- „Трећа српска пролетерска НОУ бригада ”, Београд 1991.